# Кратология
Кратология или наука о власти (др.-греч. Κράτος: «сила, власть, господство»; др.-греч. λόγος — «учение, слово») — это наука о власти, законах ее происхождения, функционирования и развития. Кратология рассматривает типы, рода и виды власти, их особенности и специфику, субъектов и объекты власти, технологии и процедуры власти, сущность и особенности разделения властей, взаимодействия власти с другими сферами жизни и всевозможными органами власти друг с другом.
Кратологию можно рассматривать как целостную науку, систему знаний, включающую в себя: общую кратологию, историю власти, теоретическую и практическую кратологию, социологию власти, логику власти, морфологию власти, педагогику и психологию власти, философию и этику власти и многие другие отрасли знания о власти.
По мнению кратологии, ее нельзя путать с политологией, так как последняя, будучи производной от власти, является ее функцией и характеризует основные направления ее деятельности, вследствие чего политологию следует расценить как составную часть кратологии.

## История изучения власти
На протяжении всей истории человечества философы, ученые и государственные деятели изучали, описывали использовали на практике различные идеи знания о власти. Сюда можно отнести оценку сущности и роли власти, многообразия ее типов, видов и форм, характеристика их специфики и т.д.
Как отмечает основатель кратологии, Вячеслав Филипович Халипов, «... еще в IV в. до н. э. Аристотель говорил о власти господина и науке о власти господина. В том же веке в Китае в "Книге правителя области Шан" особо подчеркивалась роль власти, а в Индии в "Артхашастре" разъяснялось значение специализированной науки — "учения о государственном управлении". Подчеркнем и тот многозначительный факт, что если в IV в. до н. э. в существовавших тогда странах (государствах) осознавалась особая роль государственной власти, то о "политической власти" речи не было нигде. И именно к этим временам восходят истоки необходимости переосмысления места и роли власти и политики, осознания сути нынешнего чрезмерного, неоправданного усердия в многочисленных политологических рассуждениях о так называемой политической власти и важности внесения существенных поправок в это далеко не безобидное занятие».
Долгое время рассмотрение власти не находило непосредственно сконцентрированного на себе исследования: многие мыслители обращались к проблемам власти лишь в контексте иных проблем, чаще всего для подкрепления своих позиций по другим вопросам. Однако, можно выделить ряд мыслителей, которые так или иначе более подробно рассматривали власть, чем их современники. Среди таковых:

### Античность
- Платон (см. «Политик», «Законы», «Государство»);
- Аристотель (см. «Политика», «Афинская полития»);

### Средневековье и Возрождение
- Аврелий Августин (см. «О граде Божьем»);
- Фома Аквинский (см. «Сумма теологии»);
- ибн Хальдун;
- Данте Алигьери (см. «Пир», «Монархия»);
- Никколо Макиавелли (см. «Государь», «Рассуждения о первой декаде Тита Ливия»);

### Новое время
- Томас Гоббс (см. «Левиафан, или Материя, форма и власть государства церковного и гражданского»);
- Джон Локк (см. «Два трактата о правлении»);
- Иммануил Кант (см. «К вечному миру», «Основы метафизики нравственности»);
- Георг Гегель (см. «Философия права»);
- Вл. С. Соловьев;
- о. Сергий Булгаков (см. его доктрину о власти);
- Фридрих Ницше - именно начиная с Ф. Ницше можно начинать отсчет систематического исследования власти (см. «Воля к власти»);

### XX век
- Бертран Рассел (см. «Власть: новый социальный взгляд»);
- Александр Кожев (см. «Понятие власти»);
- Бертран де Жувенель (см. «Власть. Естественная история ее возрастания»);
- Ханна Арендт (см. «Истоки тоталитаризма»);
- Элиас Канетти (см. «Масса и власть»);
- Мишель Фуко (см. его доктрину о власти);
- Николас Луман;
- Жан Бодрийяр;
- Пьер Бурдье;

### XXI век
- Сергей Королев;
- Вячеслав Халипов;
- Джорджо Агамбен;
- Элвин Тоффлер;
- Стивен Льюкс;
- Наим Мойзес;
- Петр Сапронов;
- Олег Шевченко.

## Объект и предмет кратотологии
Объектом кратологии является власть, в первую очередь государственная власть, а также другие ее многочисленные и разнообразные виды, формы и проявления. Предметом Кратологии же выступает - основные явления, принципы и законы власти. Однако, как отмечает В. Ф. Халипов, предмет данной науки, из-за специфики власти, строго не определен и содержит в себе много субъективных оценок и позиций.
В своих положениях кратология исходит из понимания власти как:
1) способности, права и умения некоторых людей, органов, институтов распоряжаться кем—либо, чем-либо, оказывая влияние на жизнь, поведение и деятельность людей и сообществ различными средствами - законом, авторитетом, волей, принуждением;
2) государственное, политическое, экономическое, духовное и иное господство над людьми;
3) система органов государственной власти или других компетентных органов;
4) лица, органы, учреждения, наделенные соответствующими государственными, административными и иными полномочиями.
Существует также классификация определений власти, даваемая известным польским политологом Е. Вятром. Так он различает шесть разновидностей таких определений:
- бихевиористские (оценивающие власть как особый тип поведения, изменяющий поведение других);
- телеологические (характеризующие власть как достижение определенных целей);
- инструменталистские (рассматривающие власть как возможность использования определенных средств);
- структуралистские (считающие власть особого рода отношением между управляющим И управляемым);
- конфликтные (сводящие власть во многом к возможностям принятия решений, регулирующих распределение благ в конфликтных ситуациях);
- определяющие власть как влияние, оказываемое на других, когда тот, кому приказывают, обязан повиноваться[9].

## Содержание кратотологии

### Цели и задачи кратологии
Целями и задачами кратологии являются:
- выяснение сущности, природы власти, а также способов ее использования;
- определение настоящих действующих субъектов и объектов власти, их влияния, возможностей воздействия на людей, общество и сложившуюся историко-общественную ситуацию;
- установление принципов, закономерностей и отслеживание тенденций развития конкретных явлений, процессов их вероятных изменений, развития;
- изучение меры, степени и масштабов воздействия внутренних и внешних факторов на происходящие преобразования, возможности перемен и их направленности;
- непредвзятая оценка состояния власти и науки о ней, наличной информации[10].

### Функции кратологии
- Аксиологическая функция. Кратология, рассматривая вопросы власти, способна сформировать ценностное отношение к различных общественным явлениям.
- Гносеологическая функция. Кратология, изучая власть, формирует новое знание и разрабатывает уже имеющееся;
- Теоретико-методологическая. Кратология разрабатывает теории и методологии исследования власти.
- Информационная функция. Кратология позволяет получить различную информацию о власти и смежных с ней проблем;
- Прогностическая функция. На основании имеющихся знаний о системе и законах власти, кратология способна прогнозировать общественно-политические процессы;
- Регулятивная функция. Кратология выводит общие нормы поведения людей связанных с властью, а также способы воздействия на людей, общество.

### Методология кратологии
Кратология пользуется методами, используемыми другими общественными науками, среди них:
- сбор информации;
- наблюдение;
- анализ документов;
- анкетирование;
- интервьюирование;
- экспресс-опросы;
- аналитические исследования;
- прогностические разработки, и т. д.

### Модели власти
С. С. Фролов выделяет три модели власти: 1) потенциальная власть, подразумевающая накопление властных ресурсов и связь с социальными позициями, ситуациями в обществе и социальных группах; 2) репутационная власть, принадлежащая определенным, известным людям и группам в обществе; 3) власть принятия решений, показывающая степень участие отдельных лиц или групп в принятии контролирующих решений, управлении социальными объектами.